# The Bats
I The Bats sono una band originaria di Christchurch, in Nuova Zelanda. Sono considerati tra i maggiori esponenti del rock della Nuova Zelanda e del Dunedin sound assieme a band quali The Clean, Straitjacket Fits e The Chills.

## Storia
Il gruppo venne formato a Christchurch nel 1982 da Robert Scott come chitarrista, già bassista dei Clean, Paul Kean come bassista e già bassista dei Toy Love e da Kaye Woodward, come cantante e polistrumentista, e Malcolm Grant come batterista. Esordirono nel 1984 pubblicando in New Zealand come la Flying Nun Records un EP, By Night,  al quale ne seguirono altri due And Here Is 'Music for the Fireside'! nel 1985 e Made Up in Blue nel 1986 e che verranno poi ripubblicati in una raccolta antologica, Compiletely Bats, nel 1987. Il primo Long playing venne pubblicato nel 1987, Daddy's Highway al quale seguì un singolo, Block of Wood; poco dopo Robert Scott prese parte al tour dei Clean mentre Kaye Woodward ebbe un figlio e quindi l'attività del gruppo riprese solo nel 1988 quando venne pubblicato in patria The Law of Things che nel 1990 venne pubblicato anche in USA dalla Communion Label entrambi questi primi due album ebbero buone recensioni ma scarso successo commerciale. Sempre nel 1990 venne pubblicato in Australia e New Zealand anche il singolo Smoking Her Wings.
L'anno successivo venne prodotto e pubblicato, sempre dalla stessa etichetta neozelandese, il terzo LP, Fear of God, seguito da due singoli, Boogey Man e The Black and the Blue; il quarto album, Silverbeet, venne pubblicato nel 1993 dalla Flying Nun in patria e dalla Mammoth Records negli USA; seguirono alcuni singoli ed EP mentre Scott ritornò a collaborare temporaneamente con i Clean; nel 1995 il gruppo si riformò e pubblicò il quinto album, Couchmaster, anche questo pubblicato dalla Flying Nun in patria e dalla Mammoth negli USA. I membri del gruppo si dedicarono poi a progetti diversi, Scott collaborò coi Magick Heads e poi si concentrò su progetti solisti, Woodward collaborò con Roy Montgomery al progetto Dissolve, mentre Kean e Grant formarono i Minisnap nei primi anni 2000.
Nel 2000 venne pubblicata dalla Flying Nun la raccolta Thousands of Tiny Luminous Spheres con una selezione di brani provenienti dagli album e dagli EP con alcuni brani ancora inediti.
Il gruppo si ricostituì nel 2003 lavorare a nuove canzoni inizialmente presso gli studi della National Grid di Christchurch e poi nello studio di Woodward e Kean per la post produzione; nel 2005 venne quindi pubblicato il sesto album, At the National Grid, in Nuova Zelanda sempre dalla Flying Nun e negli USA dalla Magic Marker Records. Nel 2008 venne pubblicato con altre etichette il settimo album, The Guilty Office, nel 2011 il gruppo ritornò dalla Flying Nun che pubblicò l'ottavo album, Free All the Monsters seguito nel 2017 da The Deep Set. Intanto Robert Scott proseguì anche l'impegno coi Cleaa, suonando con loro in tournée e pubblicando nel 2014 un album solista, The Green House.

## Formazione
- Malcolm Grant – batteria
- Paul Kean – basso
- Robert Scott – chitarra ritmica, voce
- Kate Woodward – chitarra solista, voce

## Discografia

### Album
- 1987 – Daddy's Highway
- 1988 – The Law of Things
- 1991 – Fear of God
- 1993 – Silverbeet
- 1995 – Couchmaster
- 2005 – At the National Grid
- 2008 – The Guilty Office
- 2011 – Free All the Monsters
- 2017 – The Deep Set

### Singoli ed EP
- 1984 – By Night
- 1985 – And Here Is 'Music for the Fireside'!
- 1986 – Made up in Blue
- 1987 – Block of Wood
- 1988 – 4 Songs
- 1990 – Smoking Her Wings
- 1991 – The Black and the Blue
- 1991 – Boogey Man
- 1993 – Courage
- 1994 – Spill the Beans
- 1995 – Afternoon in Bed
- 2009 – Don't You Rise

### Live
- 1994 – Live At WFMU

### Split
- 2009 – Split 7" (con Songs)
- 2010 –  Holiday / Silver + Gold (con Califone)
- 2013 – December Ice / Widow Maker (con Boomgates)

### Raccolte
- 1987 – Compiletely Bats
- 2000 – Thousands of Tiny Luminous Spheres

### Cofanetti
- 2014 – Volume 1